# Престатин
Преста̀тин (на уелски: Prestatyn) е град в Северен Уелс, графство Денбишър. Разположен е на брега на Ирландско море на 4 km източно от град Рил. Има жп гара и пристанище. Морски курорт. Населението му е 18 496 жители според данни от преброяването през 2001 г.

## Спорт
Представителният футболен отбор на града се казва ФК Престатин Таун. От сезон 2008-2009 г. дебютира в Уелската Висша лига.

## Личности
Родени
- Джон Прескът (р. 1938), уелски политик